# Canard de Termonde
Le canard de Termonde est une race rare et ancienne de canard domestique originaire de Belgique.

## Histoire
Le canard de Termonde, surnommé le « canard flamand », est une race ancienne de canard devenue rare; elle est proche du canard bleu de Suède et des canards des pays du Nord à bavette blanche. Elle est à l'origine de plusieurs races de canards de Belgique (comme le canard de Forest, le canard de Huttegem ou le canard de Merchtem...).

## Description
Le canard de Termonde est un canard de chair, solide et rustique au port relevé. Son plumage habituel est bleu cendré avec un grand plastron blanc; il existe aussi une variété noire à bavette blanche. Son bec est toujours bleuâtre et plus foncé chez la femelle. Ses yeux sont bruns, ses tarses d'un orange rougeâtre. Le mâle peut atteindre 3,5 kg et la cane 3 kg. Le baguage est de 18 mm pour les deux sexes.